# A-mol
A-Mol er en moltoneart, hvor grundtonen er A. A-mol har som dens paralleltoneart, C-dur, ingen faste fortegn.
| Musik | Spire Denne musikartikel er en spire som bør udbygges. Du er velkommen til at hjælpe Wikipedia ved at udvide den. |